# سیارک ۲۰۲۸۰۶
سیارک ۲۰۲۸۰۶ (به انگلیسی: 202806 Sierrastars، نامگذاری:2008SW2) دویست و دو هزار و هشتصد و ششمین سیارک کشف شده‌است که در ۲۳ سپتامبر ۲۰۰۸ کشف شد.